# Prinquiau
Prinquiau (bretonsko Prevenkel) je naselje in občina v francoskem departmaju Loire-Atlantique regije Loire. Leta 2012 je naselje imelo 3.289 prebivalcev.

## Geografija
Kraj leži v pokrajini Bretaniji 20 km vzhodno od Saint-Nazaira, 40 km severozahodno od Nantesa.

## Uprava
Občina Prinquiau skupaj s sosednjimi občinami Blain, Bouée, Bouvron, Campbon, La Chapelle-Launay, Cordemais, Le Gâvre, Lavau-sur-Loire, Malville, Quilly, Saint-Étienne-de-Montluc, Savenay in Le Temple-de-Bretagne sestavlja kanton Blain; slednji se nahaja v okrožju Saint-Nazaire.

## Zanimivosti
- cerkev sv. Kozme in Damjana iz leta 1876;